# Hilde Holger
Hilde Holger, polgári nevén Hilde Boman-Behram, születési nevén Hilde Soferová (Bécs, 1905. október 18. –‎ London, 2001. szeptember 22.) osztrák-brit táncosnő és koreográfus, zsidó származású. A 20. század első fele expresszionista táncának jelentős képviselője.

## Élete
Liberális zsidó bécsi családban született. Édesapja, Alfred költeményeket írt, és 1908-ban halt meg. Azután a nagyszülei bécsi elővárosában, Pötzleinsdorfban élt, anyjával és Heidi nevű húgával együtt. Hatévesen kezdett táncolni. Tizennégy évesen beiratkozott a Bécsi Állami Zene- és Előadóművészeti Akadémiára, ahol a radikális táncos Gertrud Bodenwieser lett a tanára. Bodenwieser az expresszionista tánc propagátora volt, amely a hagyományos balett, különösen Közép-Európában és az Egyesült Államokban mint avantgárd lázadásként jött létre. Holger hamarosan a Bodenwieser-együttes főtáncosa lett, és a társulattal beutazta egész Európát. Idővel saját tánccsoportot is létrehozott (Hilde Holger Tanzgruppe). Tizennyolc évesen, 1923-ban tartotta első szólóelőadását a Szecessziós Pavilonban, amely később fő platformjává vált. Koreográfiái klasszikus szerzőket használtak, mint Bach, Schubert, Debussy, Händel, de fokozatosan utat talált a modern zeneszerzőkhöz is (Bartók, Prokofjev), akik közé a cseh modernista Karel Boleslav Jirák is tartozott. Jirák zenéjére 1929-ben készítette a Lebenswende című előadást. Abban az időben Franciaországban, Lengyelországban és Csehszlovákiában is fellépett. 1926-ban megalapította az Új Mozgásművészeti Iskolát a Palais Ratiborban, közvetlenül Bécs szívében. Gyermekelőadásait parkokban és bécsi nevezetességek előtt táncolták. A baloldalhoz tartozott, és néhány előadása egyértelműen deklarálta ezt. A nácizmusra és a növekvő antiszemitizmusra reagálva néhány zsidó témájú művet is alkotott (Hebräischer Tanz, 1929; Kabbalistischer Tanz, 1933; Ahasuerus, 1936).
Miután a náci Németország megszállta az Osztrák Köztársaságot, Holger Bécsből menekült (anyja és mostohaapja később a holokauszt során életét vesztette). Angliába akart menni, de megtagadták a belépését. Ezért Indiába utazott, ahol kezdetben masszőrként kereste a kenyerét, de hamarosan visszatért a tánchoz. Indiában lehetősége volt új tapasztalatokat beépíteni munkájába, különösen az indiai tánc kézmozdulatait. Bombayban találkozott Ardershir Kavasji Boman-Behram művészetkedvelő orvossal, aki 1940-ben feleségül vette. 1941-ben új tánciskolát alapított Bombayban, ahová minden kasztból és vallásból felvett diákot. Például Rukmini Devi Arundale is a tanítványai közé tartozott.
1948-ban az indiai muszlimok és hinduk közötti növekvő feszültség miatt Holger és férje Nagy-Britanniába emigrált. Itt újjáalakította Holger Modern Balettcsoportját, amellyel 1952-ben többek között bemutatta a Szláv tánc c. előadását Antonín Dvořák zenéjével. Áttörőnek azonban különösen a Sadler’s Wells Theatre színpadán bemutatott Under the Sea előadás bizonyult. A Camille Saint-Saëns zenéje által ihletett művet először 1955-ben mutatta be itt. Londonban saját iskoláját is újraalapította, a The Hilde Holger School of Contemporary Dance-t. Az iskola arról volt ismert, hogy nemcsak táncban kreatív emberek kerültek ki belőle, például olyan tanítványai voltak, mint Jane Asher színésznő, Ivan Illich filozófus, Marion Stein zongoraművész vagy Lindsay Kemp pantomimes.
Holgernak két gyermeke volt a férjével, a lánya, Primavera (sz. 1946) táncos, szobrász és ékszertervező lett, a második gyermeke, Darius nevű fia pedig 1949-ben Down-szindrómával született. Ez Holgert arra késztette, hogy fogyatékkal élő emberekkel dolgozzon. Létrehozott egy táncterápiás formát mentálisan sérült gyermekek számára. Ő volt az első koreográfus, aki mentális zavarokkal küzdő hivatásos táncosokat kevert gyerekekkel és tinédzserekkel. Ezzel kapcsolatban "integrált" (vagy integrációs) táncról kezdtek beszélni, amelyben a táncos ősi, gyermekkori érzelmeket és élményeket szeretné kifejezni, amit a sérült gyerekek spontán megtesznek, a hivatásos táncos pedig tulajdonképpen tőlük tanulja ezt. Holger mindig hangsúlyozta, hogy a fogyatékos tanulókat pontosan ugyanúgy kell kezelni, mint a nem fogyatékosokat, ami azonban néha kritikához is vezetett, miszerint túl kemény a fogyatékos diákokkal szemben. Az eredmények azonban tagadhatatlanok voltak, különösen az 1968-as, a Sadler’s Wells Színház színpadán bemutatott Towards the Light című előadás vált úttörővé. Edvard Grieg zenéjét használta. Ez volt az egyik első integrált mű a profi színpadon.
Hilde egyik tanítványa, Wolfgang Stange, továbbra is dolgozott olyan rendellenességekben szenvedő emberekkel, mint a Down-szindróma és az autizmus, valamint fizikai fogyatékossággal élőkkel. Stange Amici Dance Theatre Companyja 1996-ban Hilde címmel készített előadást Holger tiszteletére. A londoni Riverside Színházban, majd később, 1998-ban a bécsi Odeonban mutatták be. Ő maga mindig is bécsi gyökereihez kötődött, és több művében is tisztelettel adózott a 20. század eleji Bécs kreatív légkörének.

## Koreográfiai
| Év   | Performance                                  | Zene                                                             | Hely                                             |  |
| ---- | -------------------------------------------- | ---------------------------------------------------------------- | ------------------------------------------------ |  |
| 1923 | Bouree                                       | Johann Sebastian Bach                                            | Bécsi szecesszió                                 |  |
| 1923 | Eine Seifenblase                             | Claude Debussy                                                   | Bécsi szecesszió                                 |  |
| 1923 | Forelle                                      | Franz Schubert                                                   | Bécsi szecesszió                                 |  |
| 1923 | Humoreske                                    | Max Reger                                                        | Bécsi szecesszió                                 |  |
| 1923 | Le Martyre de Saint Sebastien                | Claude Debussy                                                   | Bécsi szecesszió                                 |  |
| 1923 | Reiter im Sturm                              | Siegfried Frederick Nadel                                        | Bécsi szecesszió                                 |  |
| 1923 | Sarabande                                    | Johann Sebastian Bach                                            | Bécsi szecesszió                                 |  |
| 1923 | Trout                                        |                                                                  |                                                  |  |
| 1923 | Vogel als Prophet                            | Franz Schubert                                                   | Bécsi szecesszió                                 |  |
| 1926 | Funeral March for a Canary                   | Lord Berners                                                     |                                                  |  |
| 1926 | Mechanical Ballet                            |                                                                  |                                                  |  |
| 1929 | Chaconne & Variations                        | Georg Friedrich Händel                                           |                                                  |  |
| 1929 | Englischer Schafertanz                       | Percy Aldridge Grainger                                          |                                                  |  |
| 1929 | Hebraischer Tanz solo                        | Sándor Moiszejevics Veprik                                       |                                                  |  |
| 1929 | Lebenswende                                  | Karel Boleslav Jirák                                             |                                                  |  |
| 1929 | Marsch                                       | Szergej Szergejevics Prokofjev                                   |                                                  |  |
| 1929 | The Martyrdom of Saint Sebastien             | Claude Debussy                                                   |                                                  |  |
| 1929 | Mutter Erde                                  | Heinz Graupner                                                   |                                                  |  |
| 1929 | Sarabande und Bourree                        | Johann Sebastian Bach                                            |                                                  |  |
| 1929 | Tanz nach Rumaischene Motive                 | Bartók Béla                                                      |                                                  |  |
| 1931 | Javanische Impression                        | Heinz Graupner                                                   |                                                  |  |
| 1933 | Kabbalistischer Tanz                         | Vittorio Rieti                                                   |                                                  |  |
| 1936 | Ahasver                                      | Marcel Rubin                                                     | Volkshochschule, Bécsi szecesszió                |  |
| 1936 | Barbarasong                                  | Kurt Weill                                                       | Volkshochschule, Bécsi szecesszió                |  |
| 1936 | Engel der Verkündigung                       | Georg Friedrich Händel                                           | Volkshochschule, Bécsi szecesszió                |  |
| 1937 | Flämischer Bilderboden                       | nach Breughel                                                    | Volksbildungshaus, Stöbergasse, Bécsi szecesszió |  |
| 1937 | Golem                                        | Friedrich Wilckens                                               | Volksbildungshaus, Stöbergasse, Bécsi szecesszió |  |
| 1937 | Mystischer Kreis                             | Rudolph Reti                                                     | Volksbildungshaus, Stöbergasse, Bécsi szecesszió |  |
| 1937 | Orientalischer Tanz                          | Graupner                                                         | Volksbildungshaus, Stöbergasse, Bécsi szecesszió |  |
| 1937 | Passacaglia                                  | Georg Friedrich Händel                                           | Volksbildungshaus, Stöbergasse, Bécsi szecesszió |  |
| 1937 | Tango                                        | Ralph Benatzky                                                   | Volksbildungshaus, Stöbergasse, Bécsi szecesszió |  |
| 1948 | Annunciation                                 |                                                                  |                                                  |  |
| 1948 | Emperors new Clothes                         | Wolfgang Amadeus Mozart                                          |                                                  |  |
| 1948 | Pavane                                       | Maurice Ravel                                                    |                                                  |  |
| 1948 | Russian Fairy Tales                          | Alekszandr Porfirjevics Borogyin, Modeszt Petrovics Muszorgszkij |                                                  |  |
| 1948 | Selfish Giant                                |                                                                  |                                                  |  |
| 1948 | Tales and Legends in Modern Ballet           |                                                                  |                                                  |  |
| 1948 | Viennese Waltz                               | Ifjabb Johann Strauss                                            |                                                  |  |
| 1952 | Dance with Cymbals on the Indian Ocean       |                                                                  |                                                  |  |
| 1952 | Dance with Tambourines                       | Fritz Dietrich                                                   |                                                  |  |
| 1952 | Nocturne                                     | Heinz Graupner                                                   |                                                  |  |
| 1952 | Slavic Dance                                 | Antonín Dvořák                                                   |                                                  |  |
| 1954 | Aztec Cult (Sacrifice)                       |                                                                  |                                                  |  |
| 1954 | Barbar the Elephant                          |                                                                  |                                                  |  |
| 1954 | Old Vienna                                   |                                                                  |                                                  |  |
| 1954 | Orchid                                       |                                                                  |                                                  |  |
| 1954 | Rhythm of the East                           |                                                                  |                                                  |  |
| 1954 | Selfish Giant                                |                                                                  |                                                  |  |
| 1954 | Tibetan Prayer Songs                         |                                                                  |                                                  |  |
| 1955 | Angels                                       |                                                                  |                                                  |  |
| 1955 | Dance Etudes                                 |                                                                  |                                                  |  |
| 1955 | Galliarde-Siciliano                          | Ottorino Respighi                                                |                                                  |  |
| 1955 | Hoops                                        | Georges Bizet                                                    |                                                  |  |
| 1955 | Jazz                                         | Heinz Graupner                                                   |                                                  |  |
| 1955 | Men & Horses                                 | John S. Beckett                                                  |                                                  |  |
| 1955 | Toccata                                      | Pietro Domenico Paradies                                         |                                                  |  |
| 1955 | Under the Sea                                | Camille Saint-Saëns                                              | Sadler’s Wells                                   |  |
| 1955 | Valse Caprice                                | Aram Khachaturian                                                |                                                  |  |
| 1956 | Etude                                        |                                                                  |                                                  |  |
| 1956 | Prelude                                      | Johann Sebastian Bach                                            |                                                  |  |
| 1956 | Theme and Variations                         | Georg Friedrich Händel                                           |                                                  |  |
| 1957 | Allegro Vivaci                               | Johann Sebastian Bach                                            |                                                  |  |
| 1957 | Bird                                         |                                                                  |                                                  |  |
| 1957 | Café Dansant                                 | George Gershwin                                                  |                                                  |  |
| 1957 | Egypt                                        |                                                                  |                                                  |  |
| 1957 | The Hunter and the Geese                     |                                                                  |                                                  |  |
| 1957 | Madonna                                      |                                                                  |                                                  |  |
| 1957 | March                                        | Lev Knipper                                                      |                                                  |  |
| 1957 | Nativity                                     | Georg Friedrich Händel, Franz Schubert, Johann Sebastian Bach    |                                                  |  |
| 1957 | Sale                                         | Ifjabb Johann Strauss                                            |                                                  |  |
| 1957 | The Toyshop                                  | Aram Khachaturian                                                |                                                  |  |
| 1957 | Stranger                                     | Aaron Copland                                                    |                                                  |  |
| 1957 | Witches Kitchen and Walpurgisnight           | Paul Dukas                                                       |                                                  |  |
| 1958 | Dance Divertissement                         |                                                                  |                                                  |  |
| 1958 | Dance for four Women                         | Joaquín Turina                                                   |                                                  |  |
| 1958 | Dance with Bells                             | John S. Beckett                                                  |                                                  |  |
| 1958 | Ritual Fire Dance                            | Manuel de Falla                                                  |                                                  |  |
| 1958 | Song of the Earth                            | Antonín Dvořák                                                   |                                                  |  |
| 1960 | Allegro                                      | Arcangelo Corelli                                                |                                                  |  |
| 1960 | Dawn of Life                                 |                                                                  |                                                  |  |
| 1960 | The Farmer’s Curst Wife                      | Peter Warlock                                                    |                                                  |  |
| 1960 | Frankie and Johannie                         | Peter Warlock                                                    |                                                  |  |
| 1960 | Imaginary Invalid                            | Gioachino Rossini                                                |                                                  |  |
| 1960 | Secret Annexe                                |                                                                  |                                                  |  |
| 1960 | West Indian Spiritual                        |                                                                  |                                                  |  |
| 1961 | Dance for Two                                | Germaine Tailleferre                                             |                                                  |  |
| 1961 | Egypt                                        |                                                                  |                                                  |  |
| 1961 | The House of Bernarda Alba (The Sisters)     | Joaquín Turina                                                   |                                                  |  |
| 1961 | Metamorphoses                                | Publius Ovidius Naso                                             |                                                  |  |
| 1961 | Pierrot                                      | Johann Sebastian Bach                                            |                                                  |  |
| 1963 | Dance for Men                                |                                                                  |                                                  |  |
| 1963 | Dream                                        | Friedrich Wilckens                                               |                                                  |  |
| 1963 | Lady Isobel and the Elf Knight               | Peter Warlock                                                    |                                                  |  |
| 1963 | Narcissus (The Image)                        | Heinz Graupner                                                   |                                                  |  |
| 1965 | Ballad of the Hanged (Villons Epitaph)       |                                                                  |                                                  |  |
| 1965 | Cain’s Morning                               |                                                                  |                                                  |  |
| 1965 | Canticle of the Sun                          | Johann Pachelbel                                                 |                                                  |  |
| 1965 | Creation of Adam & Eve                       | Olivier Messiaen                                                 |                                                  |  |
| 1965 | Nightwalkers                                 | Olivier Messiaen                                                 |                                                  |  |
| 1965 | Saint Francis and his sermon to the birds    |                                                                  |                                                  |  |
| 1968 | Angelic Prelude – Inspirations               | Giuseppe Torelli                                                 |                                                  |  |
| 1968 | Salome                                       | Philip Croot                                                     |                                                  |  |
| 1968 | Towards the Light                            | Edvard Grieg                                                     | Sadlers Wells                                    |  |
| 1968 | The Wise & Foolish Virgins                   | Philip Croot                                                     |                                                  |  |
| 1970 | The Scarecrow                                |                                                                  |                                                  |  |
| 1971 | Snowchild                                    |                                                                  |                                                  |  |
| 1972 | Bamboo                                       | Aram Hacsaturján                                                 | Commonwealth Institute, London                   |  |
| 1972 | Bauhaus                                      | Erik Satie                                                       | Commonwealth Institute, London                   |  |
| 1972 | Embrace                                      | Erik Satie                                                       | Commonwealth Institute, London                   |  |
| 1972 | Flight                                       |                                                                  | Commonwealth Institute, London                   |  |
| 1972 | Hieronymus Bosch                             | Roger Cutts                                                      | Commonwealth Institute, London                   |  |
| 1972 | Honoré Daumier                               |                                                                  | Commonwealth Institute, London                   |  |
| 1972 | The Hypopatic Doctor                         | Gioachino Rossini, Franz Schubert                                | Commonwealth Institute, London                   |  |
| 1972 | Inspirations                                 | Sergey Rachmaninov, Claude Debussy                               | Commonwealth Institute, London                   |  |
| 1972 | Man against Flood                            | Yin Chengzong                                                    | Commonwealth Institute, London                   |  |
| 1972 | Prelude                                      |                                                                  |                                                  |  |
| 1972 | Renaissance, Scene on Earth, Scene on Heaven | Mompou, Gordon Langford, Banchieri                               | Commonwealth Institute, London                   |  |
| 1972 | Shiva and the Grasshopper                    | Gordon Langford                                                  | Commonwealth Institute, London                   |  |
| 1972 | Suspension                                   | Maurice Ravel                                                    | Commonwealth Institute, London                   |  |
| 1972 | Tranquillity                                 | Alan Hovhaness                                                   | Commonwealth Institute, London                   |  |
| 1972 | Tribal Nocturne                              | Bartók Béla                                                      | Commonwealth Institute, London                   |  |
| 1974 | Archaic                                      |                                                                  |                                                  |  |
| 1974 | Bamboo                                       | Aram Hacsaturján                                                 |                                                  |  |
| 1974 | Egypt                                        | Giuseppe Verdi                                                   |                                                  |  |
| 1974 | Hieronymus Bosch                             | Roger Cutts                                                      |                                                  |  |
| 1974 | The Hunter and the Hunted                    |                                                                  |                                                  |  |
| 1974 | Paul Klee Spring Awakening                   | Bartók Béla                                                      |                                                  |  |
| 1974 | Renaissance                                  | Federico Mompou                                                  |                                                  |  |
| 1974 | Spring Awakening                             |                                                                  |                                                  |  |
| 1975 | Inspirations                                 | Sergey Rachmaninov, Claude Debussy                               | Hampstead Theatre, London                        |  |
| 1975 | Mobiles                                      | Alfredo Casella                                                  | Hampstead Theatre, London                        |  |
| 1975 | Paul Klee Spring Awakening                   | Bartók Béla                                                      | Hampstead Theatre, London                        |  |
| 1975 | Rockpaintings                                | Roger Cutts                                                      | Hampstead Theatre, London                        |  |
| 1975 | Toulouse Lautrec                             | Erik Satie                                                       | Hampstead Theatre, London                        |  |
| 1976 | The Park                                     |                                                                  |                                                  |  |
| 1977 | Prelude and Chorale                          | César Franck                                                     |                                                  |  |
| 1977 | Sacred and Profane Dance                     |                                                                  |                                                  |  |
| 1979 | African Poetry                               |                                                                  |                                                  |  |
| 1979 | Apsaras                                      |                                                                  |                                                  |  |
| 1979 | Homage to Barbara Hepworth                   | Heitor Villa-Lobos                                               |                                                  |  |
| 1979 | Prelude                                      | Giuseppe Torelli                                                 |                                                  |  |
| 1979 | Tower of Mothers                             | Carl Orff                                                        |                                                  |  |
| 1979 | Tradisches Ballet                            |                                                                  |                                                  |  |
| 1979 | We are Dancing                               | Johann Sebastian Bach                                            |                                                  |  |
| 1983 | The Bow and Arrow                            | David Sutton-Anderson                                            | Hampstead Theatre, London                        |  |
| 1983 | Fishes                                       | David Sutton-Anderson                                            | Hampstead Theatre, London                        |  |
| 1983 | The Letter                                   | Coleridge                                                        | Hampstead Theatre, London                        |  |
| 1983 | The Manikin                                  | Coleridge                                                        | Hampstead Theatre, London                        |  |
| 1983 | The Penguin Story                            | David Sutton-Anderson                                            | Hampstead Theatre, London                        |  |
| 1983 | Pick a Back                                  | Coleridge                                                        | Hampstead Theatre, London                        |  |
| 1983 | Poems on a Boy’s Painting                    | David Sutton-Anderson                                            | Hampstead Theatre, London                        |  |
| 1983 | Sea and Sand                                 |                                                                  | Hampstead Theatre, London                        |  |
| 1983 | Sea, Clouds, Sparkling Lighthouse, Flames    |                                                                  | Hampstead Theatre, London                        |  |
| 1983 | Umbrellas                                    |                                                                  | Hampstead Theatre, London                        |  |
| 1983 | What is a Poem                               | David Sutton-Anderson                                            | Hampstead Theatre, London                        |  |
| 1984 | The City                                     | Marcel Rubin                                                     | Hampstead Theatre, London                        |  |
| 1984 | Don Quixote                                  | David Sutton-Anderson                                            | Hampstead Theatre, London                        |  |
| 1984 | Ritual                                       | David Sutton-Anderson                                            | Hampstead Theatre, London                        |  |
| 1984 | Scherzo                                      | Frédéric Chopin                                                  |                                                  |  |
| 1988 | Children of the Vorstadt                     | Lehár Ferenc                                                     | Hampstead Theatre, London                        |  |
| 1988 | Childrens' Games                             |                                                                  |                                                  |  |
| 1988 | Death and the Maiden                         | Franz Schubert                                                   | Hampstead Theatre, London                        |  |
| 1988 | Egon Schiele in Memoriam, The Dying Empire   | Strauss                                                          | Hampstead Theatre, London                        |  |
| 1988 | The Family                                   | Hugo Wolf                                                        | Hampstead Theatre, London                        |  |
| 1988 | Flemish Picture Sheet                        |                                                                  |                                                  |  |
| 1988 | Fluteplayers                                 |                                                                  |                                                  |  |
| 1988 | Four Seasons                                 | Antonio Vivaldi                                                  | Hampstead Theatre, London                        |  |
| 1988 | Golem                                        | Wilckens                                                         |                                                  |  |
| 1988 | Hands                                        | David Sutton-Anderson                                            | Hampstead Theatre, London                        |  |
| 1988 | The Least is the Most                        | Dobok: David Sutton-Anderson                                     | Hampstead Theatre, London                        |  |
| 1988 | Mechanical Ballet                            | Ludwig Hirschfeld Mack                                           |                                                  |  |
| 1988 | Models                                       | Franz Schubert, Arnold Schönberg                                 | Hampstead Theatre, London                        |  |
| 1995 | Whales                                       |                                                                  |                                                  |  |
| 2000 | Rhythms of the Unconscious Mind              |                                                                  |                                                  |  |